# Partido Pueblo Soberano
Pueblo Soberano (PPSO) es un partido político costarricense fundado el 3 de septiembre de 2022 e inscrito ante el Tribunal Supremo de Elecciones (TSE). Desde su creación se posicionó como un partido aliado y posteriormente como el vehículo electoral del movimiento «chavista», liderado de facto y no de de jure por el presidente Rodrigo Chaves Robles, y en 2025 se consolidó como agrupación oficialista para las elecciones generales de 2026.

## Historia
El PPSO fue inscrito oficialmente ante el TSE el 3 de septiembre de 2022 por la exdiputada y exfuncionaria presidencial Mayuli Ortega Guzmán, junto a colaboradores del gobierno de Rodrigo Chaves.
En julio de 2025 se anunció una coalición informal conformada por cinco agrupaciones: Pueblo Soberano, Movimiento Tiempo de Valientes (Motiva), Partido Esperanza y Libertad (PEL), Movimiento Creemos y Partido Renacer Democrático (PRD). La alianza buscaría presentar una sola papeleta presidencial y lista legislativa para 2026.
Días después, Esperanza y Libertad y Renacer Democrático se retiraron denunciando invisibilización e imposición de decisiones.  Quedaron inscritos ante el TSE solamente Pueblo Soberano y Motiva, ya que Creemos no completó su inscripción y Renacer Democrático mantiene recursos pendientes.

## Ideología
El partido se define como liberal en lo económico y conservador en lo social, promoviendo austeridad fiscal, inversión privada, menos burocracia y defensa de valores tradicionales.  Analistas lo catalogan dentro del populismo de derecha costarricense, centrado en la narrativa de “pueblo frente a las élites” y con fuerte identificación con la figura de Chaves. 
Según sus estatutos registrados ante el Tribunal Supremo de Elecciones, Pueblo Soberano articula un bloque ideológico que combina:
- Soberanía popular y reformismo institucional radical: rechaza cualquier subordinación de la política interna a organismos específicos estatales o poderes extranjeros, entendiendo la soberanía como “intransferible e indelegable”.[6]
- Liberalismo de mercado: propugna la apertura a la inversión privada, la desregulación parcial y la simplificación de trámites administrativos, para impulsar el crecimiento económico.[7]
- Austeridad fiscal: promueve un control estricto del gasto público, la reducción de la burocracia y enfoques sobre de la deuda pública.
- Conservadurismo social: defiende la familia tradicional y adopta posturas cautelosas en temas bioéticos (por ejemplo, provida) sin acudir a ningún dogma religioso explícito.[8]
- Populismo “pueblo vs élites”: centra su discurso en la defensa de los ciudadanos frente a “las élites tradicionales”, apelando a la participación directa y a la rendición de cuentas de los gobernantes.

En conjunto, el PPSO se ubica en la derecha populista de Costa Rica, con énfasis simultáneo en la liberalización económica y la conservación de valores sociales y nacionales.

## Plataforma política
El PPSO respalda proyectos del Gabinete de Rodrigo Chaves, como la “Ciudad Gobierno”, la “Marina de Limón” y mejoras viales.
También impulsa una agenda anticorrupción y eficiencia estatal. En 2025 comenzó a discutir una posible reforma constitucional para permitir la reelección presidencial inmediata, condicionada a la obtención de 38‑40 diputados legislativos.
También sería la sucesora electoral y espiritual, reemplazando del anterior agrupación Partido Progreso Social Democrático que llegó al poder en las elecciones de 2022, tomando toda su influencia política.

## Liderazgo
La actual presidenta es Mayuli Ortega Guzmán, con Francisco Gamboa Soto, exministro de Economía, como secretario general.  En julio de 2025 se confirmó la fórmula presidencial para 2026, mediante decisión directa de la Asamblea Nacional del partido, tras eliminar la convención interna.

## Participación electoral
Pueblo Soberano aún no ha competido en elecciones nacionales. Debutará en las elecciones de febrero de 2026 con la fórmula Fernández‑Gamboa‑Soto.
La exministra Laura Fernández Delgado fue inscrita como única precandidata y representará al PPSO en las elecciones generales del 1.º de febrero de 2026.  Los candidatos a vicepresidentes son:
- Francisco Gamboa Soto (primer vicepresidente)
- Douglas Soto Campos  (segundo vicepresidente), abogado y exmiembro del PUSC.[11]

| Elecciones presidenciales |           |                         |            |            |            |            |          |                                           |
| Año                       | Candidato | Candidato               | Votos      | Votos      | %          | %          | Posición | Vicepresidentes                           |
| Año                       | Candidato | Candidato               | 1.ª vuelta | 2.ª vuelta | 1.ª vuelta | 2.ª vuelta | Posición | Vicepresidentes                           |
| 2026                      |           | Laura Fernández Delgado | –          | –          | –          | –          | –        | Francisco Gamboa Soto Douglas Soto Campos |

## Símbolos

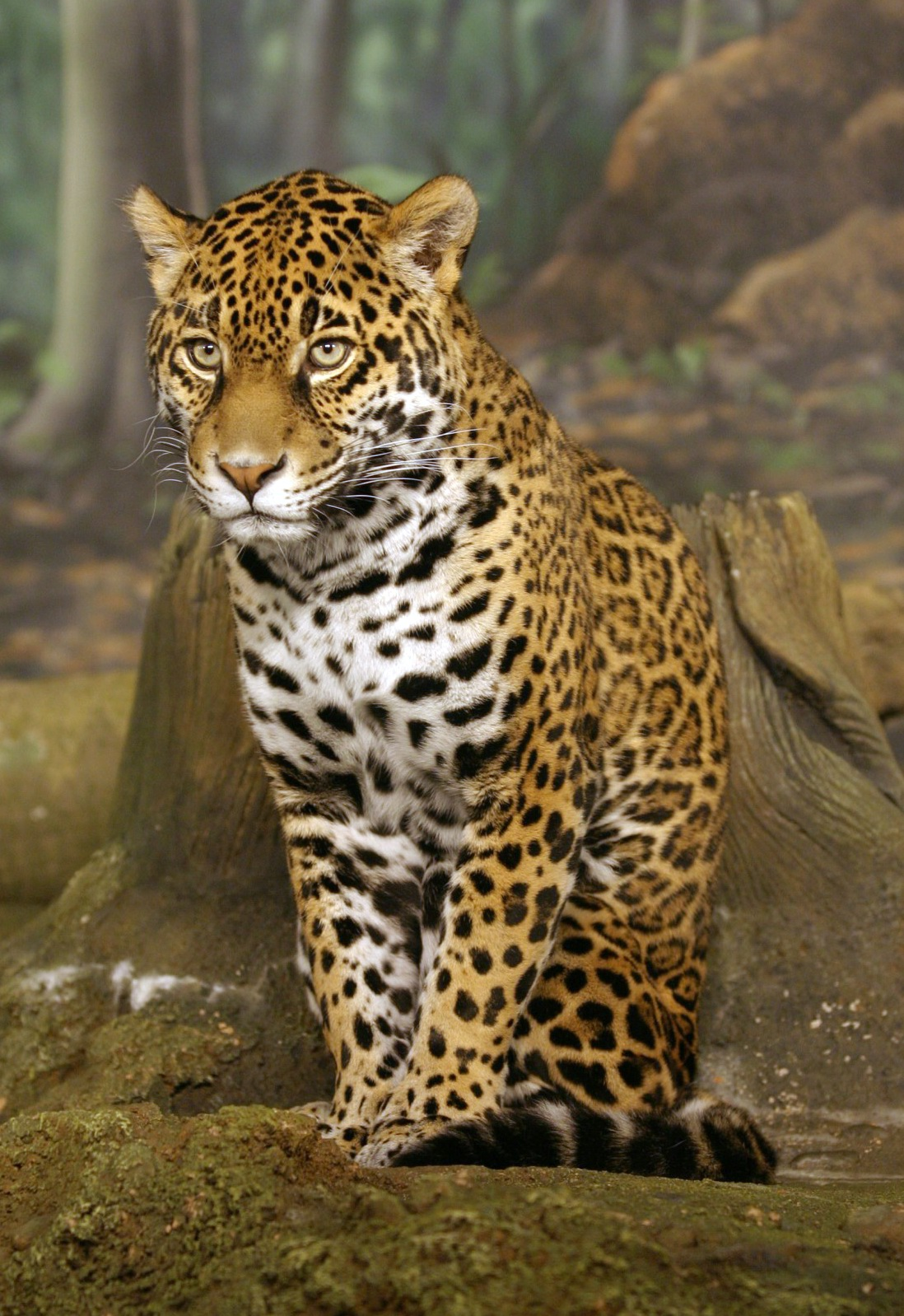
Los jaguares como emblema dentro de los seguidores de Chaves, se catapultaron tanto que empezaron a llamarse a sí mismos de ese modo, consolidándose como un elemento identitario.

El símbolo oficial registrado ante el TSE muestra las letras “PS” en blanco sobre fondo turquesa, y los colores institucionales son turquesa y blanco.
El jaguar, ha emergido como símbolo extraoficial del movimiento: surgió durante propuestas legislativas apodadas “Ley Jaguar” y se popularizó en redes sociales y eventos del partido como imagen de fuerza y soberanía. Después se utiliza en propaganda digital, camisetas. Aunque no forma parte del logotipo oficial, ha ganado presencia simbólica dentro del movimiento y campañas asociadas al rodriguismo.

## Controversias
El partido ha sido objeto de críticas y denuncias públicas:
- Fracaso de la coalición rodriguista: De una coalición informal compuesta por cinco agrupaciones, solo permanecieron Pueblo Soberano y Motiva, tras la salida de Esperanza y Libertad y Renacer Democrático. Estos partidos denunciaron invisibilización interna y tomas de decisión centralizadas desde el PPSO.[4][5][12]

- Coacción interna: Miembros de Esperanza y Libertad denunciaron llamadas constantes por parte del comando del PPSO presionándolos para renunciar, una situación calificada como “coacción política” dentro del bloque.[12]

- Beligerancia política de Gamboa: Francisco Gamboa Soto fue denunciado ante el TSE por participar activamente en política mientras ocupaba un cargo en el Banco Nacional. Se presentó amparo electoral y él renunció posteriormente al cargo para priorizar su rol partidario.[13][14]

- Pago a troles y mezcla de funciones: Se generó controversia por la creación del partido mientras Mayuli Ortega tenía funciones en Casa Presidencial. Además, se le vincula con contratación de troles digitales y con abstenerse en 51 citaciones legislativas relacionadas con financiamiento político.[15]

- Propaganda controversial: Se criticaron vallas con imágenes de dirigentes (Ortega, Cisneros, Gamboa) y el lema “Lo que se mira, no se pregunta”. Pilar Cisneros negó representar oficialmente el rodriguismo y desestimó oportunismo electoral del uso de su imagen.[16]